# Caconde
Caconde is een gemeente in de Braziliaanse deelstaat São Paulo. De gemeente telt 19.304 inwoners (schatting 2009).

## Aangrenzende gemeenten
De gemeente grenst aan Divinolândia, São José do Rio Pardo, Tapiratiba, Botelhos (MG), Cabo Verde (MG), Muzambinho (MG) en Poços de Caldas (MG).

## Geboren
- Pascoal Ranieri Mazzilli (1910-1975), president van Brazilië (1961,1964)